# Минасбекян Рафаел Михайлович
Минасбекян Рафаел Михайлович — врач, продюсер, экономист, топ-менеджер, сценарист, режиссёр, страховщик, маркетолог, социолог, путешественник.

## Биография
Родился 2 февраля 1968 г. в Ереване.

## Семья
- Отец — Минасбекян Михаил Сергеевич, академик Инженерной Академии наук Армении, академик Российской академии естественных наук (геополитика и безопасность). Основатель авиационной промышленности Армении. Государственный и политический деятель, первый секретарь Ереванского горкома партии, депутат Верховного совета СССР, Глава Госкомнац СССР.
- Мать, Армаганова Ирма Рафаеловна, преподаватель французского языка.
- Дедушка, Минасбеков Сергей Григорьевич, нарком лесной промышленности Армении, первый чемпион Армении по боксу в легком весе.
- Бабушка, Осипянц Гаяне Артемовна, дочь генерала царской армии Артема Осипянца.
- Дедушка по материнской линии, Армаганов Рафаел Нагапетович, полковник пограничных войск, заместитель начальника Закавказского пограничного округа СССР, заместитель министра связи Армянской ССР.
- Бабушка по материнской линии, Адамян Мария Левоновна, потомок княжеского рода Аргутинских. Племянница Ованеса Абгарович Адамян, создателя цветного телевидения.
- Брат — Минасбекян Сергей Михайлович (1964—2008).
- Супруга, Тамразян Сона Феликсовна (1979), пианист.
- Сын Григорий (2000) и дочь Мария (2001).

## Образование
В 1984 г. окончил среднюю школу с французским уклоном № 76 имени Камо.
В 1984 г. поступил и в 1992 г. окончил Ереванский государственный медицинский институт (ЕрМИ) по специальностям: хирург и врач по лечебному делу.
С 1987 по 1989 г. проходил службу в Пограничных войсках СССР.
В 1995 г. с отличием окончил клиническую ординатуру по специальности «психиатрия».
В 2006 г. окончил Московскую академию рынка труда и информационных технологий (МАРТИТ) по специальности «менеджмент организаций и антикризисное управление».

## Карьера
В 1990 г. с группой друзей создал команду КВН ЕрМИ. В качестве капитана команды дважды, в 1992 и 1994 годах, становился чемпионом Высшей лиги КВН. В 1995 г. являлся капитаном «Сборной СНГ» и одним из капитанов «Сборной мира» КВН.
С 1991 г. начал работать в качестве продюсера, сценариста и режиссёра на телевидении.
С 1993 по 1994 г. — управляющий партнер, председатель правления ККК (Культурно-Коммерческая Компания) «ШАРМ» (г. Ереван).
С 1994 по 1997 г. — управляющий партнер, президент продюсерской группы «Амбер» (г. Москва).
С 1997 по 2002 г. — управляющий партнер, президент студии телевизионных проектов «Город» (г. Москва).
С 2002 по 2015 г. работал в Российской государственной страховой компании «Росгосстрах» — член акционерного совета, член Правления, заместитель генерального директора, вице-президент, руководитель блока стратегического развития бизнеса и коммуникаций.
С 2004 по 2015 г.:
- «Русь-Банк» — член совета директоров
- «Провидна» (Украина) — член совета директоров
- Moldasig (Молдавия) — член совета директоров
- «РГС-Армения» — создатель и член совета директоров
- «РГС-Белоруссия» — член совета директоров
- РАТ (Российское Автомобильное Товарищество) / RAF (Russian Automobile Fellowship) — создатель, управляющий партнер, член совета директоров

С 2015 по 2021 г. Рафаел Минасбекян в составе крупнейшего российского медиахолдинга «Газпром-Медиа» занимал должность генерального директора Группы компаний КИТ (Кино, Интернет, Телевидение), которая объединяла компании в области проката, дистрибуции и производства художественных фильмов и сериалов. Среди этих компаний:
- «Централ Партнершип» — крупнейший кинопрокатчик и дистрибьютор, мэйджор, эксклюзивный представитель голливудских киностудий Paramount Pictures, Lionsgate, Summit Entertainment
- «Киностудия КИТ» — крупнейший производитель художественных фильмов и сериалов (В 2019 году в производстве киностудии находилось 350 часов киноконтента.)
- «Белые ночи» — прокат авторского кино.

В группу компаний под управлением Рафаела Минасбекяна также входил холдинг Red Media, управлявший крупнейшим портфелем тематических телевизионных каналов — дистрибуция 38 платных каналов, 17 из которых собственного производства. Все компании входящие в ГК ГПМ КИТ являлись лидером в своем сегменте рынка.
C 2021 г. Рафаел Минасбекян создатель и генеральный директор кинокомпании «МИРФИЛЬМ».
МИРФИЛЬМ занимается производством художественных, документальных фильмов и сериалов. МИРФИЛЬМ является продюсерской кинокомпанией, студией с собственным продакшеном и пост-продакшен комплексом. Компания объединяет профессионалов индустрии с большим опытом работы в кино во всем мире.

## Достижения
- Академик Российской академии кинематографических искусств и наук
- Академик Армянской национальной киноакадемии
- Кандидат экономических наук. В 2006 г. защитил диссертацию на тему «Развитие интеллектуального капитала предприятия с применением информационной технологии для создания наукоемкой продукции».
- Продюсер № 1 по версии Бюллетень кинопрокатчика в 2020 году.
- В 2020 году фильм «Холоп» стал самым кассовым российским фильмом.
- «Серебряные коньки» стали первым российским фильмом на Netflix.
- Российский фильм «Русалка. Озеро мертвых» продан в 155 стран мира.
- На 74-м международном кинофестивале в Локарно в 2021 году драма «Герда» получила два приза: за лучшую женскую роль и специальный приз от Молодого жюри.
- Российский сериал «Эпидемия» вошел в топ-5 на Netflix во всем мире.
- Итальянский фильм «Атлантида», одним из создателей которого выступил Рафаел Минасбекян, представили в программе «Горизонты» Венецианского кинофестиваля.
- «Магеллан. Повелитель морей» — исторический мини-сериал, премьера которого состоялась 10 июня 2022 года на Amazon Prime.
- Сериал «Консультант» самый популярный в 2016 году.
- У ГМП КИТ самый большой объём производства в 2019 году — 350 часов.

## Творческая деятельность
Автор, продюсер, сценарист и режиссёр более 300 художественных, документальных, анимационных фильмов, маркетинговых программ, музыкальных альбомов, высокорейтинговых сериалов и телевизионных программ.

### Фильмография
Генеральный продюсер полнометражных фильмов
1. «Гуантанамера» (2025)
2. . «Каруза» (2025)
3. «Атлантида» (2021)
4. «Чемпион мира» (2021)
5. «Приворот. Чёрное венчание» (2021)
6. «Герда» (2021)
7. «Ряд 19» (2021)
8. «Мой папа не подарок» (2021)
9. «Пара из будущего» (2021)
10. «Ледяной демон» (2021)
11. «Кома» (2020)
12. «Вдова» (2020)
13. «Яга. Кошмар темного леса» (2020)
14. «Стрельцов» (2020)
15. «Огонь» (2020)
16. «Серебряные коньки» (2020)
17. «Чернобыль» (2020)
18. «Доктор Лиза» (2020)
19. «Девятая» (2019)
20. «Миллиард» (2019)
21. «(НЕ)идеальный мужчина» (2019)
22. «Холоп» (2019)
23. «Робо» (2019)
24. «Текст» (2019)
25. «Эпидемия. Вонгозеро» (2019)
26. «Русалка. Озеро мёртвых» (2018)
27. «Ноль» (2018)
28. «У ангела ангина» (2018)
29. «Легенда о Коловрате» (2017)
30. «Рубеж» (2017)
31. «Молодой» (2016)
32. «Generation П» (2011)
33. «Земляк» (2010)
34. «Старые песни о главном» (1998)

Генеральный продюсер сериалов
1. «Луи Павильон»
2. «Напарники» (2022)
3. «Магеллан. Повелитель морей» (2022)
4. «Один шанс на троих» (2022)
5. «Военная полиция» (2022)
6. «Курорт цвета хаки» (2021)
7. «Собор» (2021)
8. «Чиновница» (2021)
9. «Чужой» (2021)
10. «БиМ» (2021)
11. «Нинель» (2021)
12. «Порт» (2021)
13. «Бывших не бывает» (2021)
14. «Мятеж» (2020)
15. «Хозяйка горы» (2020)
16. «Статья 105» (2020)
17. «Алеша» (2020)
18. «Уцелевшие» (2020)
19. «Волк» (2020)
20. «Марлен» (2020)
21. «Дед Морозов» (2020)
22. «Уличное правосудие» (2020)
23. «Закаты и рассветы» (2020)
24. «Ростов» (2019)
25. «В клетке» (2019)
26. «Лихач» (2019)
27. «Немедленное реагирование» (2019)
28. «Горячая точка» (2019)
29. «Рикошет» (2019)
30. «Три капитана» (2019)
31. «Больше чем любовь» (2019)
32. «Смотритель маяка» (2018)
33. «Я жив…» (2018)
34. «Крепость Бадабер» (2018)
35. «Эпидемия» (2018)
36. «Остров обреченных» (2018)
37. «Султан моего сердца» (2018)
38. «Отчим» (2018)
39. «Батальон» (2018)
40. «Большое небо» (2018)
41. «Эксперт» (2018)
42. «Сильная слабая женщина» (2018)
43. «Живая мина» (2018)
44. «Стажеры» (2018)
45. «Мертв на 99 %» (2017)
46. «Неуловимые» (2017)
47. «Чужой дед» (2017)
48. «Министерство» (2017)
49. «Четвертая смена» (2017)
50. «Живой» (2017)
51. «Шелест. Большой передел» (2017)
52. «Линия огня» (2017)
53. «Куба» (2016)
54. «Консультант» (2016)
55. «Охота на дьявола» (2016)
56. «Беглец» (2016)
57. «Дела смешные — дела семейные» (1996)

Генеральный продюсер документальных фильмов
1. «Кислород. Эверест» (2024)
2. «Кислород» (2022)
3. «Я люблю тебя, Сочи…» (2017)
4. «Роб Саакянц. Последний Хиппи розового города» (2010)
5. «История одной фотографии» (2009)
6. «Моли Бога о нас» (2002)

## Награды
Обладатель более 25 наград (в том числе государственных). Среди них:
- медаль ордена «За заслуги перед Отечеством II степени»
- Благодарность Президента Российской Федерации

### Премии в области кино, телевидения и бизнеса
- Семикратный обладатель высшей ежегодной премии страхового сообщества РФ «Золотая Саламандра»
- Главная национальная премия в области медиа-бизнеса «Медиа-менеджер России» за вклад в развитие отрасли, инновационные подходы и воплощение уникальных маркетинговых концепций (2011).
- Премия АПКиТ за фильм «Беглец» для телеканала НТВ в номинации «Лучший телефильм 2017 года» (2017)
- Премия АПКиТ за сериал «Крепость Бадабер» для Первого канала в номинации «Лучший телефильм 2018 года» (2018)
- Премия АПКиТ за фильм «Текст» в номинации «Лучший полнометражный фильм» (2019)
- Премия АПКиТ за сериал «Батальон» для НТВ в номинации «Лучший телефильм 2019 года»
- Премия АПКиТ за фильм «Серебряные коньки» в номинации «Лучший полнометражный фильм» (2022)
- Премия «Золотой орёл» за фильм «Текст» в номинации «Лучший фильм 2019 года»
- Премия «Золотой орёл» за фильм «Серебряные коньки» в номинации «Лучший фильм 2022 года»
- Премия «Золотой орёл» за фильм «Чемпион мира» в номинации «Лучший фильм 2023 года»
- Премия KRASNOGORSKI Международного фестиваля спортивного кино за документальный сериал «Кислород» в 2023 году
- Премия KRASNOGORSKI Международного фестиваля спортивного кино за документальный фильм «Я люблю тебя, Сочи…» в 2018 году
- Премия международного фестиваля киноискусства Finisterra Arrábida в номинации Best Advertising Movies («Лучший рекламный фильм») за имиджевый ролик Группы Компаний ГПМ КИТ (Автором и продюсером ролика выступил Рафаел Минасбекян)
- Премия International Filmservice Home of Corporate Festivals за корпоративный фильм 5-летия ГМП КИТ (2015—2020)
- Премия международного фестиваля анимации DRAWTASTIC (США) в номинации «Лучшая реклама». Главную награду — «Golden Pencil Award» — получила анимационная заставка «Киностудии КИТ», режиссёр — оскароносный художник-мультипликатор Александр Петров, автор идеи и продюсер — Рафаел Минасбекян
- Гран-при национальной премии в области медиа-бизнеса «Медиа-менеджер России» в номинации «За выдающиеся индустриальные достижения, создание и эффективное управление Группой компаний ГПМ КИТ, занявшей лидирующее положение на рынке» (2020)

## Разное
- В 1985 г. Рафаел Минасбекян в составе институтской команды стал чемпионом Армении по горному туризму и альпинизму
- Совершил уникальное восхождение на все четыре вершины горы Арагац за одни сутки
- В 2010 г. совершил восхождение на гору Арарат. Участвовал в различных экстремальных экспедициях. Побывал в долине Укок, пройдя по маршруту от села Джазатор до восхождения на гору Белуха. Совершил пеший переход по льду через Байкал от Ольхона до Иволгинского дацана. Бывал в дикой Сахаре со стороны Марокко, джунглях Камбоджи и др.
- Имеет диплом инструктора и судьи по горному туризму и альпинизму
- Имеет квалификацию инструктора по дайвингу уровня 3 *** (звезды) по квалификации CMAS
- Единственный капитан команды КВН в истории клуба КВН, выигравший все капитанские конкурсы, в которых когда-либо участвовал
- Является одним из основателей международной системы MAF CLUB (интеллектуальная психологическая игра «Мафия»), одним из четырёх авторов действующих правил игры «Мафия», учредителем «МАФ КЛУБ Москва».
- По результатам ежегодных официальных чемпионатов мира по игре в «Мафию» с 2002 по 2012 г. был признан лучшим игроком десятилетия
- Чемпион мира 2011 г. по карточной игре «Белот» (по версии системы MAF CLUB)
- В 2002 г. являлся одним из организаторов и одним из авторов-участников международного проекта по прогнозированию долгосрочных сценариев развития Республики Армения «Армения-2020»
- В 2019 году запустился социально-культурный проект «Территория КИТ», который был реализован в крупнейших детских центрах: «Орлёнок», «Смена», «Артек», «Океан». Проект дает возможность детям познакомиться с фильмами, пообщаться с актёрами и режиссёрами, послушать курс лекций о кино. В проекте приняли участие десятки тысяч детей по всей стране
- Дядя Рафаела Минасбекяна, Артем Яковлевич Карапетян, выдающийся советский актёр дубляжа, актёр, режиссёр
- Дядя Рафаела Минасбекяна, Марк Данилович Осепьян, выдающийся советский кинорежиссёр
- Дядя Рафаела Минасбекяна, Дэвиль Авакович Минасбеков
- В 2004 году вместе с Алексеем Николаевичем Зубцом, доктор экономических наук, создал центр стратегических исследований (ЦСИ) РГС. ЦСИ занимался социологическими и макроэкономическими исследованиями и прогнозами. Исследования проводились репрезентативными выборками не только по стране в целом, но и по каждому из крупных городов России. Цитируемость результатов исследований и прогнозов ЦСИ исчислялось сотнями и тысячами в год. ЦСИ были разработаны уникальные индексы в том числе «стоимость» человеческой жизни, измерение качества жизни людей, экономическое настроение населения и уровень удовлетворенностью своей жизни населения России.

## Сочинения
Автор научных публикаций, статей, книг.
- Минасбекян, Рафаел Михайлович Развитие интеллектуального капитала предприятия с применением информационной технологии для создания наукоемкой продукции: дис. … канд. экон. наук : 05.02.22 Москва, 2006
- Шатраков А. Ю., Парфенова М. Я., Минасбекян Р. М. Интеллектуальный капитал организации промышленности. — М.: ГОУ «МАРТИТ», 2006
- Минасбекян Р. М. Плакат ГОССТРАХА — М.: изд. Мещерякова, 2012
- Минасбекян Р. М. Динамическая и статическая части интеллектуального капитала предприятия как методическая составляющая в его развитии// Вестник Московской академии рынка труда и информационных технологий, № 12, 2004
- Минасбекян Р. М. Концепция построения машинно-ориентированных технологий для увеличения интеллектуального капитала предприятия// Вестник Московской академии рынка труда и информационных технологий, № 18, 2005
- Минасбекян Р. М., Иванов А. С. Механизмы увеличения интеллектуального капитала предприятия для организации конкурентоспособного производства// Вестник Московской академии рынка труда и информационных технологий, № 30, 2006
- Минасбекян Р. М. Создание объективных предпосылок для страхования специалистов российского высокотехнологического комплекса// Вестник Московской академии рынка труда и информационных технологий, № 30, 2006